# Katarina Waters
Katarina Waters (10 de novembre del 1980 -), més coneguda al ring com a Katie Lea o Katie Lea Burchill és una lluitadora professional britànica que treballa a la marca ECW de la World Wrestling Entertainment (WWE).